# Bianca Silva
Bianca Silva (São Paulo, 22 de julho de 1998) é uma jogadora brasileira de rugby 7. Atualmente joga pelos Northern Loonies, equipe estadunidense que compete na liga Premier Rugby Sevens.

## Carreira
Em 2018, Bianca foi eleita como Jogadora Brasileira do ano pelo Comitê Olímpico Brasileiro (COB). No mesmo ano, ela atuou na Copa do Mundo de Rugby Sevens, em São Francisco, Califórnia.
Bianca também competiu no torneio feminino nas Olimpíadas de 2020, em Tóquio, Japão.
Em 2022, participou de mais uma edição da Copa do Mundo de Rugby Sevens, na Cidade do Cabo, ficando em décimo primeiro lugar geral.
Em outubro de 2023, ela conquistou a medalha de bronze com a seleção brasileira de Rugby 7 nos Jogos Pan-Americanos, realizado em Santiago, Chile.